# Bart the General
Bart the General (em português Bart, o General) é o quinto episódio da primeira temporada de The Simpsons, exibido originalmente em 4 de fevereiro de 1990. O episódio foi escrito por John Swartzwelder e dirigido por David Silverman.

## Produção
Esse episódio por ser muito longo não apresentou a sequência de abertura normal, ao invés disso, o episódio começa com uma imagem da faixada da casa dos Simpsons. O diretor David Silverman dirigiu ao mesmo tempo o episódio Bart, o Gênio. Originalmente foi planejado que a música War de Edwin Starr seria utilizada no episódio, mas essa ideia foi abandonada posteriormente porque a produção considerou que a música não se enquadrava bem na história. O episódio sofreu problemas com a censura, que não queria que os personagens falassem "jóias da família" no horário nobre. Os produtores ignoraram os avisos da censura e colocaram a frase "jóias da família" no episódio. Esse ato da censura foi refletido na parte em que o Vovô Simpson está escrevendo uma carta para uma rede de televisão contendo uma lista das palavras que ele nunca quer ouvir novamente, uma das quais é "jóias da família" (traduzido em português como "documentos pessoais").
Dois novos personagens foram incluidos neste episódio, Nelson Muntz que acabou se tornando um personagem recorrente utilizado frequentemente, e Herman, que tornou-se um personagem pouco utilizado. O design de Herman, com exceção de seu braço amputado, foi inspirado no roteirista John Swartzwelder, e sua voz, desempenhada por Harry Shearer foi parcialmente inspirada na de George H. W. Bush. A ideia original é que Herman contasse uma história diferente para a perda de seu braço em todas as suas aparições.

## Enredo
Um amigo de Nelson rouba uma caixa de bolinhos de Lisa e quando Bart vai tentar pegar ela de volta acidentalmente machuca Nelson. Após isso, Nelson começa bater em Bart todos os dias depois da aula. Bart desesperado vai tentar pedir ajuda para os pais, que tentam o ajudar mas não conseguem. Então Lisa sugere que Bart peça ajuda ao Vovô que é o mais durão de todos os Simpsons. Bart sem ter outra opção acaba indo visitar o avô para pedir ajuda. Abraham diz que não pode ajudar, mas o apresenta a Herman, o dono de uma loja de artigos militares que diz que o melhor que Bart pode fazer é assinar uma declaração de guerra contra Nelson. Após isso, Bart começa a montar e treinar um exército para tentar derrotá-lo, utilizando táticas de guerra e balões de água. No fim do episódio, quando Bart consegue capturar Nelson e Herman apresenta um armistício para que os dois assinem.